# Ein Adelsnest
Ein Adelsnest, auch Das Adelsnest (Originaltitel: Дворянское гнездо, Dworjanskoje gnesdo) ist ein sowjetischer Spielfilm unter der Regie von Andrei Michalkow-Kontschalowski aus dem Jahr 1969 nach dem gleichnamigen Roman von Iwan Turgenew aus dem Jahr 1859.

## Handlung
Fjodor Iwanowitsch Lawrezkij ist ein russischer Adliger, der mit seiner Frau sein Landgut Lawriky in Russland verließ, um sein weiteres Leben in Paris zu verbringen. Das war vor elf Jahren und sie wurden anerkannte Mitglieder der dortigen Gesellschaft, bis Warwara Pawlowna ihren Mann mit einem anderen betrog. Das war der Grund, dass er die Frau, die er einst aus Liebe heiratete, vor vier Jahren verließ und nach Italien zog. Jetzt bekam er aber Heimweh und es trieb ihn zurück auf sein einstiges großzügiges Anwesen in Russland, das kurz vor dem Verfall steht. Empfangen wird er von seinem ehemaligen Diener Anton, der auch schon in den Diensten seines Vaters und seines Großvaters stand. Gemeinsam gehen sie durch das Haus, wo Fedor Iwanowitsch viele Erinnerungsstücke an seine Kindheit und Jugend entdeckt. Besonders interessieren ihn die Porträts seiner Vorfahren, er vermisst aber ein Gemälde seiner Mutter. Deshalb klärt ihn Anton auf, dass ein solches nicht existiert, da sie selbst nicht dem Adelsstand angehörte, sondern ein Mitglied des Gesindes war.
Einer seiner ersten Besuche gilt den Kalitins in der Nachbarschaft, das sind seine Tante Marfa Timofejewna und seine Cousine Maria Dmitrijewna mit ihren drei Töchtern. Hier gibt es die erste herzliche Begegnung mit Kristofor Fjodorowitsch Lemm, seinem ehemaligen Musiklehrer. Noch bevor er seine Cousine trifft läuft ihm deren etwa 19-jährige Tochter Elisabeth Michailnowa, genannt Lisa, über den Weg, die er das letzte Mal als Kind gesehen hat. Doch kurz darauf trifft auch Maria Dmitrijewna Kalitina ein und es gibt eine freundschaftliche Begrüßung, bis ein junger Mann zu Pferde ankommt. Es handelt sich um Wladimir Nikolajewitsch Panschin, einen ehemaligen Offizier und jetzigen Beamten eines Ministeriums in der Hauptstadt Sankt Petersburg, der in Lisa verliebt ist, was auch die Zustimmung Maria Dmitrijewnas findet. Nur der Musiklehrer Lemm hegt seine Zweifel, da Lisa eine ernste junge Frau und Panschin ein Mensch ohne Prinzipien und Idealen ist. Man sollte jedoch einmal die Familie Kalitin einladen, aber ohne Panschin, was dann auch in Verbindung mit einem Gartenfest geschieht. Hier erzählt Lisa während eines Spaziergangs ihrem Begleiter Fjodor, dass ihre Eltern sich wenig um sie gekümmert hätten, dafür bekam sie ein Kindermädchen, das sie auch das Beten gelehrt hat sowie mit ihr heimlich in die Frühmesse ging, was sie stark beeinflusste. Sie erkläre ihm das alles nur, weil er so ein guter Mensch sei und will dann wissen, warum er sich von seiner Frau getrennt habe, obwohl sie schuldig an der Trennung sei, müsse er doch verzeihen können. Nachdem die Familie Kalitin verabschiedet wurde, liest Lawrezki in der Zeitung, dass seine Frau in Paris verstorben ist.
Während eines nächsten Treffens zwischen Lisa und Fjodor sagt er ihr, dass seine Frau gestorben und er jetzt wenigstens frei ist. Doch er bekommt zur Antwort, dass er jetzt nicht an Freiheit denken darf, sondern an Vergebung. Sie stellen aber beide fest, dass sie sich daran gewöhnt haben, nichts voreinander zu verbergen und so erzählt sie, einen Brief von Panschin erhalten zu haben, in dem er um ihre Hand anhält. Darauf gibt er ihr den Rat, nur nicht ohne Liebe zu heiraten, worauf sie ihm um den Hals fällt und herzergreifend weint. Für einen der nächsten Tage bestellt Lisa eine Abendmesse in der Kirche, was auch für Fjodor der Anlass ist, nach langer Zeit wieder einmal mit Gott zu sprechen, mit Lisa wechselt er nur wenige Worte. Bei einem späteren Besuch erfährt er von seiner Tante, dass Panschin auch im Haus ist, um eine endgültige Antwort auf seinen Brief zu erhalten. Auch von ihrer Mutter wird Lisa bedrängt, da sie selbst gern nach Sankt Petersburg ziehen würde, doch Lisa verschiebt zum wiederholten Mal ihre Entscheidung. Als sie am Abend Marfa Timofejewna eine gute Nacht wünschen will, bekommt sie ein Donnerwetter von ihr, weil sie gesehen wurde, wie sie Fjodor geküsst hat, dafür wird dieser jetzt mit den wüstesten Ausdrücken beschimpft. Doch Lisa bestätigt ihr, dass sie sich in ihn verliebt hat und sie ihn ewig lieben will. Am nächsten Tag steht Fjodor im strömenden Regen unter ihrem Balkon und gesteht ihr ebenfalls seine Liebe und dass er bereit ist, dafür sein Leben hinzugeben. Sie geht wortlos zurück in ihr Zimmer und gibt ihm zu verstehen, dass er schweigen soll.
Zu Hause angekommen, steht Lawrezki plötzlich vor seiner Frau. Die erzählt ihm, dass sie schwer krank war und das Gerücht von ihrem Ableben nutzte, um unauffällig wieder nach Russland und somit zu ihm zu kommen. Er glaubt ihr aber ihre Reue nicht, auch wenn es wahr wäre, könnte er nicht wieder mit ihr zusammenleben. Von seinem Kammerdiener erfährt er am folgenden Tag, dass seine Frau mit der Kutsche zu den Kalitins gefahren ist, was ihn veranlasst, sofort hinterher zu reiten. Für Lisa ist die Sache klar, denn Fjodor muss sich jetzt mit seiner Frau wieder versöhnen, auch wenn er nicht wieder mit ihr zusammen leben will. Ihre eigene Beziehung ist bereits zu Ende, bevor sie richtig angefangen hat, deshalb hat sie beschlossen in ein Kloster zu gehen und lässt sich das auch nicht ausreden, obwohl sie Fjodor immer noch liebt. Nach einer Woche Abwesenheit, die er auf einem Pferdemarkt verbringt, kommt Fjodor wieder nach Lawriky zurück und Warwara Pawlowna eröffnet ihm, dass sie erkannt hat, dass sie ihm zuwider und nur ein unerwünschter Gast ist, weshalb sie sich wieder auf den Weg nach Paris machen wird.

## Produktion und Veröffentlichung
Der von der Produktionsgemeinschaft Towarisch in Farbe gedrehte Film hatte am 25. August 1969 unter dem Titel Дворянское гнездо in Moskau Premiere und erreichte in der Sowjetunion über 16,7 Millionen Zuschauer.
In der DDR wurde er erstmals am 9. November 1970 anlässlich der Tage des sowjetischen Films im Berliner Kino International aufgeführt. Im Fernsehen der DDR wurde der Film am 11. März 1973 im 2. Programm gesendet. In der ARD wurde der Film am 6. Oktober 1974 ausgestrahlt.

## Kritik
Helmut Ullrich zieht in der Neuen Zeit folgendes Fazit:

„Ein wundervoller Film. Von schmerzhafter Schwermütigkeit, aber doch alles andere als eine Suche nach einer verlorenen Zeit, der irgendwelche Sehnsucht gelten könnte.“

Die Berliner Zeitung schrieb:

„Der Begriff Literaturverfilmung erschließt sich dem Zuschauer auf ungewöhnliche und eigenwillige Weise. Michalkow-Kontschalowski ging es nicht um eine buchstabengetreue filmische Abbildung des Romans, was oft aus falsch verstandener Ehrfurcht vor literarischen Vorlagen zu beobachten ist. Er benutzte Details der Romanhandlung, um sie den künstlerischen Gesetzen des Films entsprechend neu zu ordnen und einzusetzen. Es ist ein Film, der Beschreibung von Menschen, Milieu und Landschaft zuallererst durch das Bild wirksam werden läßt. Erhalten geblieben sind Stimmung und Atmosphäre des Romans.“

Das Lexikon des internationalen Films schreibt, dass die schönen Bilder von der Ambivalenz der Inszenierung ablenkten. Der Film sei je nach Anschauung eine kunstvolle unpolitische Impression, eine Reverenz an die Vielschichtigkeit russischer Literatur, ein nostalgisches Rührstück oder ein sozialistisches Lehrstück.